# 努瓦罗河
努瓦罗河（法語：Noireau，法語發音：[nwaʁo]）是法国诺曼底的一条河流，是奥恩河左岸支流，长43.3千米。

## 地理
努瓦罗河发源自原坦什布赖县（Canton de Tinchebray）的高地的圣克里斯托夫德绍略镇内，临近下诺曼底大区三个省的交界处，其路线大体在奥恩省境内的东北部。其主支流德吕昂斯河（Druance，长31公里）汇入努瓦罗河在孔代的河段，迪亚讷河（Diane）汇入努瓦罗河在规模最大者的河段的左岸，韦尔河汇入位于孔代的努瓦罗河下游部分。在奥恩省和卡尔瓦多斯省交界处，努瓦罗河在蓬杜伊汇入奥恩河左岸，结束其在弗莱尔树篱田（Bocage flérien）和诺曼底瑞士（Suisse normande）之间43公里的流程。 